# Ernst Anton Zündt
Ernst Anton Zündt, ursprünglich Ernst Anton Joseph Zündt Freiherr von Kenzingen, (* 12. Januar 1819 in Mindelheim, Bairisch Schwaben; † 2. Mai 1897 in Jefferson City, Missouri) war ein deutscher Schriftsteller und Redakteur, der seit 1857 in den USA lebte und wirkte.

## Leben und Wirken

Zündt stammte aus einer alten Beamten- und Militärfamilie: sein Vater Max Wilhelm Zündt (1791–1831) war unter Napoleon Offizier der bayerischen Armee, sein Großvater ein hoher Verwaltungsbeamter unter Feldmarschall Friedrich Michael von Pfalz-Birkenfeld. Seine Mutter war Kunigunde Zündt von Kenzingen, geborene Freiin von Freyberg-Eisenberg, eine Enkelin von Joseph Franz Eustach von Freyberg-Eisenberg zu Raunau.
Seinen ersten Unterricht erfuhr Zündt durch Hauslehrer, später kam er an das holländische Institut nach München, wo er schon bald zu den besten Schülern zählte. Er wurde während dieser Zeit dreimal mit einem Preis ausgezeichnet, der ihm jeweils von Prinz Luitpold, dem späteren Prinzregenten, überreicht wurde. Unmittelbar im Anschluss an seine Schulzeit begann Zündt Rechtswissenschaften an der Universität München zu studieren. Er schloss das Studium ab, obwohl er von Anfang an mehr an Literatur und Theater interessiert war, wozu auch seine Freundschaft mit dem Schriftsteller Hermann Lingg beitrug.
1843 konnte Zündt im Alter von 24 Jahren selbst erfolgreich als Schriftsteller debütieren: er bearbeitete und übersetzte François Ponsards Trauerspiel Lukretia und wurde für seine Arbeit von der Académie française ausgezeichnet. Auch der Literaturkritiker Wolfgang Menzel lobte das Werk in seinem Litteratur-Blatt, der Beilage zum Morgenblatt für gebildete Stände. Im folgenden Jahr legte Zündt seinen ersten Gedichtband vor.
Nach erfolgreichem Abschluss seines Studiums hielt sich Zündt einige Zeit bei seiner Familie auf. Am 8. Mai 1849 heiratete er Johanna Ammann, und das Paar bekam zwei Söhne. Seine Familie lehnte diese Heirat als „nicht standesgemäß“ ab, wodurch die wirtschaftliche Situation für Zündt und seine eigene kleine Familie immer schlechter wurde. Bis 1852 arbeitete er als Postassistent in Nördlingen. Dort entwendete er aus mehreren Postsendungen Geldbeträge, um seine Gläubiger bezahlen zu können. Am 5. Januar 1852 wurde er vom Kreis- und Staatsgericht zu Augsburg wegen des Verbrechens der Amtsuntreue 2. Grades zu zwei Jahren Festungshaft verurteilt. Zugleich verlor er seine Anstellung im Postdienst und seinen Adelstitel. Über dieses Gerichtsverfahren schrieben seinerzeit fast alle Zeitungsverlage im Bayerischen Raum. So wird unter anderem berichtet, dass er sich geständig und "überaus reumüthig" zeigte, was wiederum der Richter ihm im Strafmaß zugutehielt und entgegen dem Antrag des Staatsanwalts die Prozesskosten zu Lasten der königlichen Staatskasse anordnete. 1856 entschloss er sich deshalb auszuwandern und erreichte im Frühjahr des darauffolgenden Jahres New York.
Noch im selben Jahr ließ sich Familie Zündt in Milwaukee (Wisconsin) nieder. Dort fand er bald Arbeit in den Redaktionen verschiedener deutschsprachiger Zeitungen und Zeitschriften wie Banner, Gradaus oder Herold. Manche sehen in Zündt auch eine Art Nachfolger von Otto Ruppius, der 1861 wieder zurück nach Deutschland ging. 1864 ging Zündt nach St. Louis (Missouri) und wurde dort Feuilletonist bei der Westlichen Post. Da er sich in dieser Zeit als Journalist auch als Übersetzer einen Namen machen konnte, holte man ihn 1868 als „Lehrer für deutsche Sprache“ nach Jefferson City.
1876 gab Zündt dieses Amt auf und ging zurück nach St. Louis, wo er bis 1884 als Beamter und offizieller Übersetzer an verschiedenen Behörden tätig war. Als er die Arbeit nach längerer Krankheit verlor, kam er wenig später in Minneapolis (Minnesota) als Redakteur beim deutschsprachigen „Herold“ unter. Nach dem Konkurs dieser Zeitung arbeitete er von 1886 bis 1888 bei der Freien Presse. Auch diesen Posten musste er krankheitshalber aufgeben, und im Frühjahr 1890 ließ er sich bei einem seiner Söhne in Jefferson City nieder. Gelegentlich arbeitete er dort bis an sein Lebensende als Lehrer für deutsche Sprache.
Ernst Anton Zündt starb am 2. Mai 1897 im Alter von 78 Jahren und fand in Jefferson City auch seine letzte Ruhestätte. Anlässlich seines Gedenkens errichtete ihm die deutsche Gemeinde (federführend war der deutsche Turnverein von Jefferson City) auf dem Friedhof ein Denkmal.

„Sein bestes Können tritt uns in seinen episch-didaktischen Dichtungen entgegen, die alle in großem Style abgefaßt sind. Viele seiner Gedichte sind politischen Inhalts. Sonst erinnern seine lyrischen Gedichte vielfach an Brentano und Heine; dieselbe Ironie und Gracie auf der seinen, und der volksthümliche Ton, sowie der geheimnißvolle Hauch auf der anderen Seite.“

## Werke (Auswahl)

### Gedichte
- Ernst Zündt, Freiherr von Kenzingen: Einsame Stunden. Joseph Finsterlin, München 1844 (Digitalisat bei Google Books) u. 1847 (Digitalisat bei Google Books)
- Ernst Zündt von Kenzingen: Sieges-Lust. München, den 6. März 1848 (vierstrophiges Gedicht als Flugblatt), München 1848 (Digitalisat bei Google Books)
- 12 Gedichte (mit Einleitung und Fotoporträt des Autors) in: Gustav Adolf Zimmermann (Hrsg.): Deutsch in Amerika. Beiträge zur Geschichte der Deutsch-amerikanischen Literatur. Bd. 1: Episch-lyrische Poesie. Eyller & Co., Chicago 1894, S. 120–126 (Digitalisat bei Google Books)

### Theaterstücke
- Ernst Zündt-Kenzingen: Die Gambsenjaga. Alpenscene mit Gesang und Tanz in zwei Akten. Nach einer Gebirgssage (München 1855; Digitalisat bei Google Books)[3]
- Jugurtha. Trauerspiel in fünf Acten (1856; Digitalisat der Ausgabe von 1871 im Internet Archive)
- Flitterwochen. Lustspiel in fünf Akten (1860; nicht belegt)[4]
- Des Künstlers Traum. Lebensbild in fünf Aufzügen (1869; nicht belegt)
- Rücksichten. Lustspiel in drei Akten (1871; nicht belegt)
- Im Olymp. Dramatisches Scherzo zur Eröffnung der deutschen Vorstellungen im Olympic-Theater zu St. Louis, unter der Direction Pelosi im Jahr 1873 (1874; Digitalisat der Ausgabe von 1879 bei Google Books)[5]
- Mazeppa. Romantisches Drama in drei Akten (1877; nicht belegt)
- Die drei Musketiere. Drama in drei Akten (1879; nicht belegt)

### Als Übersetzer
- François Ponsard: Lukretia. Trauerspiel in fünf Akten (München 1843; Digitalisat bei Google Books)
- Elisabeth. Trauerspiel in fünf Akten, nach Giacometti (1866; nicht belegt)[6]
- Rienzi, der letzte Tribun. Trauerspiel in 5 Acten. Nach dem Englischen der Miß Mitford[7] frei für die deutsche Bühne bearbeitet (1867)
- François Ponsard: Galilei. Schauspiel in drei Acten. Deutsch in metrischer Uebertragung (1868)
- Naramatha. Drama in zwei Akten, nach F. Cooper’s Novelle (1869; nicht belegt)
- Die Eis-Fee oder die gefrorene Hand. Zauberposse in drei Akten. Nach dem Englischen von J. B. Buckstone für die deutsche Bühne bearbeitet (1874)
- Dornröschen oder der hundertjährige Schlaf. Burleske in drei Akten. Frei nach dem Englischen für die deutsche Bühne, zum Zweck der Darstellung durch Jugendliche Kräfte, bearbeitet (1877)
- Aschenbrödel oder der gläserne Pantoffel. Feen-Märchen in vier Akten. Nach dem Englischen des Henry J. Byron (1878; engl. Originaltitel: Cinderella, 1860)
- Jolanthe, König Rene’s Tochter, nach Hertz[8]. Drama in einem Akt (1878; nicht belegt)
- Das Herz von Mid-Lothian. Melodrama in drei Akten (1880; offenbar nach Walter Scotts The Heart of Midlothian, nicht belegt)
- Merrily I Roam (Zigeunerleben). Waltz. Music by George Schleiffarth. Words by Harry Bache Smith. German E. A. Zuendt. Kunkel, St. Louis 1884 (Digitalisat im Internet Archive)
- Horaz: An Pyrha (Lib. I, Ode V). In: Einsame Stunden, S. 307 f.; Der Dichter und sein Liebchen (Lib. III 9). In: Einsame Stunden, S. 309–311
- Jean de la Fontaine: Gang der Dinge. In: Einsame Stunden, S. 312

### Werkausgaben
- E. A. Zuendt: Lyrische und dramatische Dichtungen. Meissner, St. Louis (Missouri) 1871; Digitalisat im Internet Archive (enthält die Theaterstücke Jugurtha, Rienzi und Galilei)
- E. A. Zündt: Dramatische und Lyrische Dichtungen. Witter’s Buchhandlung, St. Louis (Missouri) 1879;  Digitalisat bei Google Books (enthält die Theaterstücke Die Gemsenjäger, Im Olymp, Dornröschen, Aschenbrödel und Die Eisfee)
- E. A. Zündt: Ebbe und Fluth. Gesammelte lyrische Dichtungen und Jugurtha, Trauerspiel in fünf Akten (sowie Nachdichtungen Aus anderen Sprachen). Freidenker Publishing Co., Milwaukee (Wisconsin) 1894; Digitalisat bei Google Books